# Cirque of the Towers

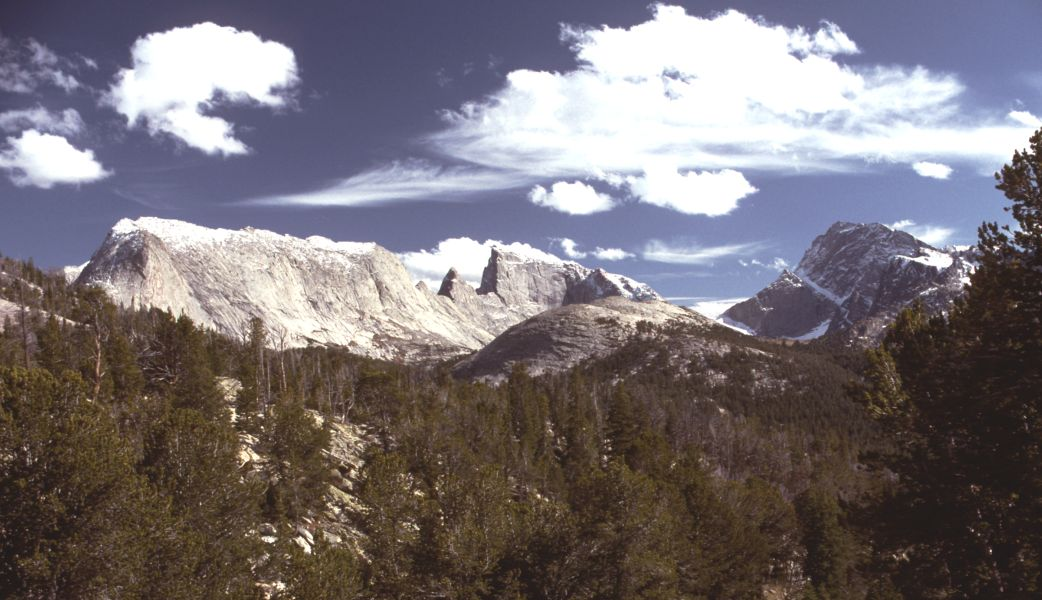
Cirque of the Towers, Wyoming.

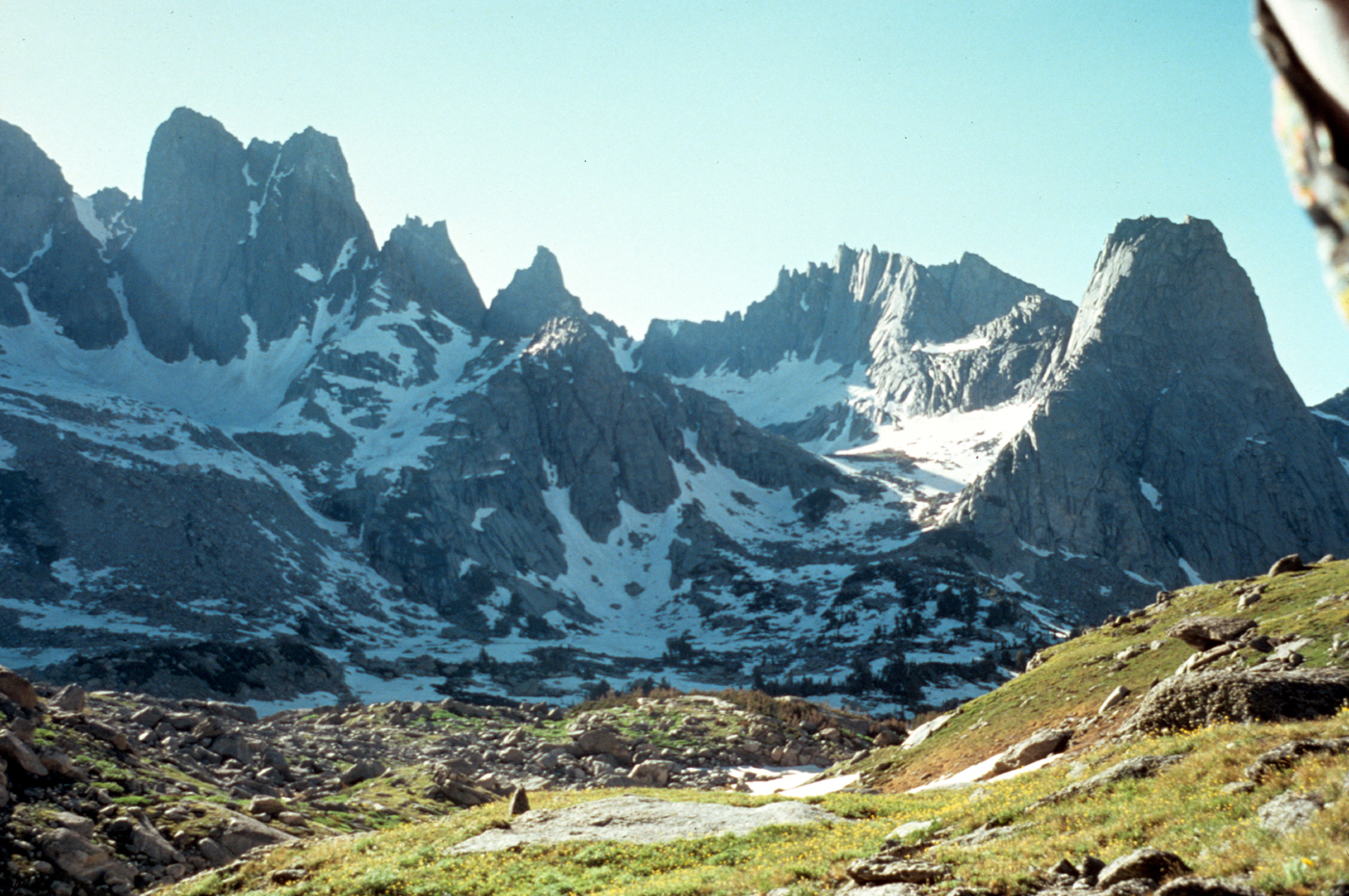
Cirque of the Towers (USGS).

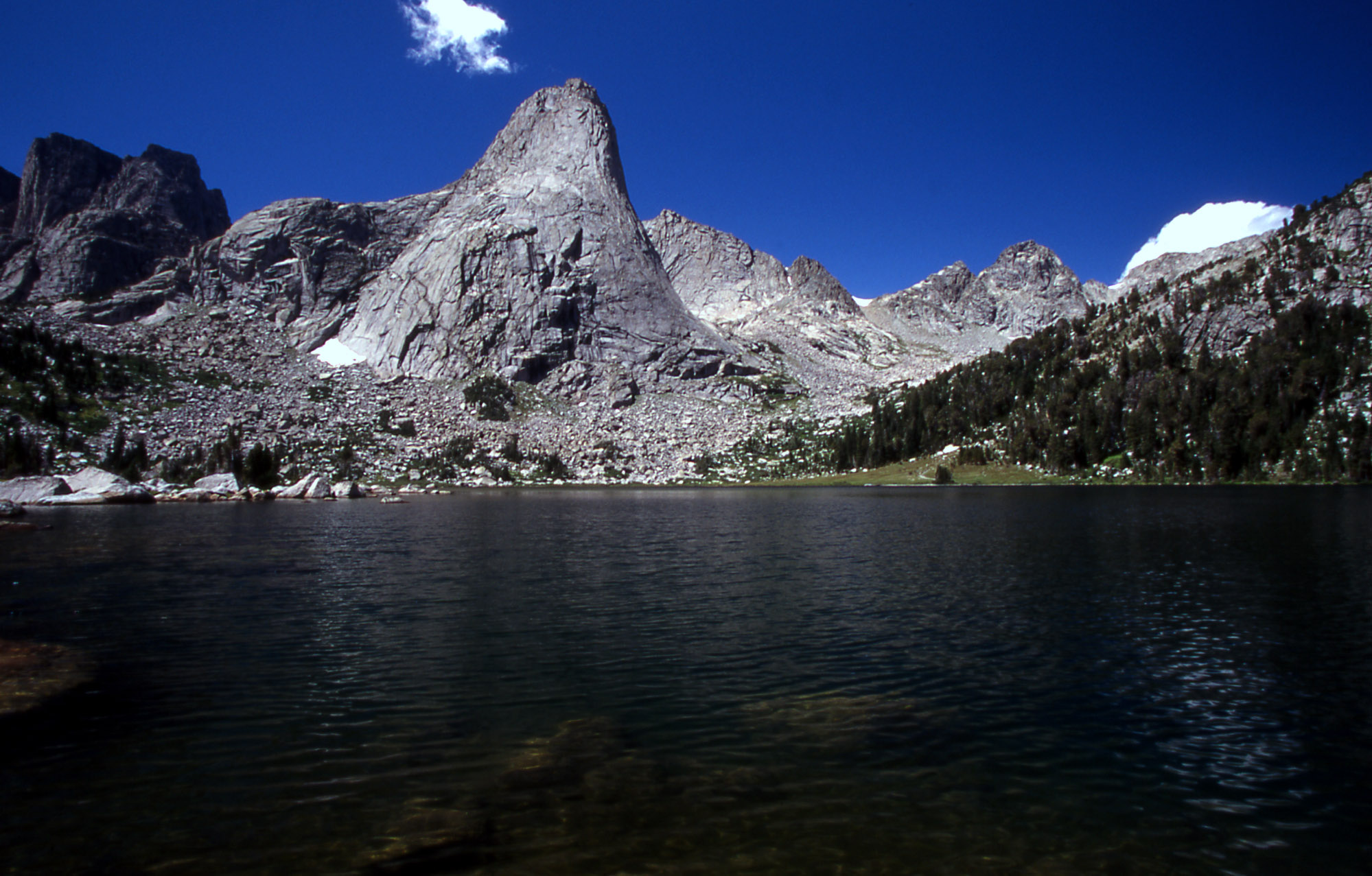
Der Pingora Peak über dem Lonesome Lake.

Der Cirque of the Towers ist ein Bergkessel im US-Bundesstaat Wyoming. Er befindet sich im südlichen Abschnitt der Wind River Range an der Grenze vom Bridger-Teton National Forest zum Shoshone National Forest und ist ein äußerst beliebtes Reiseziel für technische Kletterer. Der Bergsteiger Orrin Bonney gab dem Gebiet 1941 seinen heutigen Namen. Davor hatten sich aufgrund der abgelegenen Lage nur wenige oder kaum irgendwelche Besucher in den Bergkessel gewagt. Der Cirque ist eine fast kreisrunde Mulde oder ein Tal, das von einem vor über 8000 Jahren abschmelzenden Gletscher gebildet wurde. Die umgebenden Berge sind, wie in der restlichen Wind River Range auch, fast vollständig aus Granit geformt. Über den Kamm der wichtigsten Gipfel erstreckt sich die Kontinentale Wasserscheide.

## Beschreibung
Die Gipfel (towers) sind im Durchschnitt 300 Meter niedriger als die höchsten Berge im Norden der Wind River Range. Am höchsten ist der Lizard Head Peak mit einer Höhe von 3914 m. Weitere Gipfel des Cirques sind der Shark’s Nose, Warbonnet, Warrior Peak, Wolf’s Head („Wolfskopf“) und Pingora Peak. Es gibt Hunderte von Kletterrouten mit einem Schwierigkeitsgrad von 5,1 bis 5,11a. Da die Berge in erster Linie aus Granitgestein aufgebaut sind, gibt es eine gute Verankerung. Zwei Aufstiege davon werden in Steck and Roper’s Fifty Classic Climbs of North America erwähnt: die Nordostseite des Pingora Peaks (IV, 5,9) und der Ost-Grat des Wolfskopfs (III, 5,6).

## Zugang
Von Pinedale führt in Richtung Südosten eine 88 Kilometer lange, teils gepflasterte, teils geschotterte Straße zum Big-Sandy-Ausgangspunkt, wo sich ein kleiner Zeltplatz des U.S. Forest Service befindet. Der Wanderweg beginnt bei einer Höhe von 2700 m und ist die ersten elf Kilometer relativ eben. Auf den letzten 1,6 Kilometern wird der Weg sehr steil und übersteigt beim Jackass Pass die Kontinentale Wasserscheide auf einer Höhe von 3300 m. Von dort aus muss man eine steile halbe Meile (800 m) zum Lonesome Lake hinabsteigen, der zu einem der vier Seen des Cirques gehört. Im Juli und August gehört der Cirque mit zu den beliebtesten Wander- und Kletterzielen der Wind River Range, weshalb zu dieser Zeit mit erhöhtem Betrieb auf der Strecke zu rechnen ist. 
Der Lonesome Lake gilt als erster See der Wind River Range, dessen Wasser wegen der menschlichen Abfälle als ungeeignet zum Verzehr angesehen wurde. Innerhalb von 400 Metern ist deshalb kein Campingplatz am See erlaubt. Die Granitfelsen erlauben nur eine schlechte Filterung des Grundwassers. Zudem können sich alpine Seen häufig schlechter von selbst reinigen, als Seen in tieferen Lagen.